# 블라인드 (애플리케이션)
블라인드(Blind)는 인증된 직원들이 특정 이슈에 대하여 논의하기 위한 익명 포럼과 커뮤니티를 제공하는 앱이다. 이 앱은 등록된 사용자가 업무 이메일을 통해 실제로 회사에서 일하는지 확인한 이후 특허받은 기술을 통해 사용자의 신원을 추적하는 것을 방지한다.
이 앱은 익명의 설문 조사를 통해 산업 전반에 걸쳐 직원들의 솔직한 견해가 공개되어 여러 차례 뉴스에 등장하였지만 급여와 같은 일상적인 주제가 더 많이 논의된다.
iOS 앱 스토어와 구글 플레이의 앱 페이지에 따르면 83,000개 이상의 회사의 직원이 직원이 가입되어 있다. 포브스에 따르면 이 앱은 전 세계적으로 사용되고 있으며 경영진에게 직원들의 우려나 걱정에 대한 정보를 제공하여 의사 결정에 영향을 미치고 있다.